# Суміжнісний многогранник
k-сумі́жнісний многогра́нник — це опуклий многогранник, у якому будь-яка k-елементна підмножина його вершин є множиною вершин деякої грані цього многогранника.

## Визначення
Опуклий многогранник, у якому будь-яка k-елементна підмножина вершин є множиною вершин деякої грані цього многогранника, називається k-суміжнісним.
Простий многогранник називається двоїсто суміжнісним, якщо будь-які k його гіперграней мають непорожній перетин (який у цьому випадку є гранню корозмірності k).
Кажуть, що многогранник суміжнісний без специфікації k, якщо він k-суміжнісний для {\displaystyle k=\lfloor d/2\rfloor }. Якщо виключити симплекси, це буде найбільше можливе значення для k. Фактично, будь-який многогранник, k-суміжнісний для деякого {\displaystyle k\geq 1+\lfloor d/2\rfloor }, є симплексом.

## Приклади
- 2-суміжнісний многогранник — це многогранник, у якому кожна пара вершин пов'язана ребром. Таким чином, граф 2-суміжнісного многогранника є повним графом. 2-суміжнісні многогранники з числом вершин більш як чотири можуть існувати тільки в просторах розмірності 4 і вище (і, в загальному випадку, k-суміжнісний многогранник, відмінний від симплекса, вимагає розмірності 2k і вище).
- Добуток {\displaystyle P=\Delta ^{2}\times \Delta ^{2}} двох трикутників є простим многогранником і легко бачити, що будь-які дві його гіперграні перетинаються по деякій 2-грані. Таким чином, цей многогранник є двоїсто 2-суміжнісним. Полярний многогранник {\displaystyle P^{*}} є суміжнісним симпліційним 4-многогранником[2].
- d-симплекс є d-суміжнісним многогранником.

В k-суміжнісному многограннику з {\displaystyle k\geqslant 3}, будь-яка 2-грань повинна бути трикутною, а в k-суміжнісному многограннику з {\displaystyle k\geqslant 4} будь-яка 3-грань повинна бути тетраедром. У загальному випадку в будь-якому k-суміжнісному многограннику всі грані з розмірністю менше від k є симплексами.

## Циклічні многогранники
Циклічні многогранники, утворені як опуклі оболонки скінченного числа точок кривої моментів (t, t2, …, td) у d-вимірному просторі, автоматично є суміжнісними многогранниками. (З тотожності для визначника Вандермонда випливає, що ніякі (d + 1) точок на кривій моментів не лежать на одній афінній гіперплощині. Таким чином, многогранник є симпліційним d-многогранником)
Теодор Моцкін висловив гіпотезу, що всі суміжнісні многогранники комбінаторно еквівалентні циклічним многогранникам. Однак, всупереч цьому, існує багато суміжнісних многогранників, які не є циклічними — число комбінаторно різних суміжнісних многогранників зростає суперекспоненційно як за числом вершин, так і за розмірністю.

## Загальні властивості
Опукла оболонка множини нормально розподілених випадкових точок, коли число точок пропорційне розмірності, з великою імовірністю є k-суміжнісним многогранником для k, яке також пропорційне розмірності.
Число граней усіх розмірностей суміжнісного многогранника в просторах парної розмірності визначається виключно розмірністю простору і числом вершин за рівнянням Дена — Сомервіля: число k-вимірних граней fk задовольняє нерівності
{\displaystyle f_{k-1}\leq \sum _{i=0}^{d/2}{}^{*}\left({\binom {d-i}{k-i}}+{\binom {i}{k-d+i}}\right){\binom {n-d-1+i}{i}},}
де зірочка означає припинення підсумовування на {\displaystyle i=\lfloor d/2\rfloor } і кінцевий член суми повинен бути поділений на два, якщо d парне. Згідно з теоремою про верхню оцінку Макмуллена, суміжнісні многогранники досягають найбільшого числа граней серед n-вершинних d-вимірних опуклих многогранників.
Узагальнена версія задачі зі щасливим кінцем застосовується до набору точок у просторі високої розмірності і передбачає, що для будь-якої розмірності d і будь-якого n > d існує число m(d,n) із властивістю, що будь-які m точок у загальному положенні в d-вимірному просторі містять підмножину з n точок, що утворюють вершини суміжнісного многогранника

## Гіпотеза Максименко
Число вершин 2-суміжнісного многогранника не перевищує числа його фасет. Гіпотеза справедлива для випадків d < 7 (мала розмірність) і {\displaystyle f_{0}<d+6} (невелике число вершин, f0 — число вершин).